# رکبةذات‌الکرسی
دلتا ذات‌الکرسی یک ستاره است که در صورت فلکی ذات‌الکرسی قرار دارد.